# 임홍규

임홍규(1994년 7월 19일 ~)는 대한민국의 전직 스타크래프트 프로게이머이다. Larva라는 아이디를 사용하며, 종족은 저그이다.
2010년 이스트로 신분의 연습생으로 60회 스타크래프트 준프로게이머 선발전 입상으로 준프로게이머가 되었다. 2010년 상반기 드래프트에서 입단을 기다리다가 이스트로가 해체되었고 2010년 10월 이스트로 선수단 공개 드래프트를 통해 SK텔레콤 T1에 영입되었다. 이후 2011년 상반기 드래프트에서 SK텔레콤 T1의 1차 지명으로 정식 입단하였다.
2012년 프로게이머 생활을 끝내고 현재 아프리카TV에서 [neox]Hong9라는 닉네임으로 활동하고 있다. 2021년 6월 6일, ASL(아프리카TV 스타크래프트 리그) 시즌 11에서 우승을 하면서, 데뷔한 지 11년 만에 생애 첫 우승을 거머쥐게 되었다.

## 논란

### 발 스타
2017년 11월부터 온라인 사전예약을 통해 진행된 조텍컵 '스타크래프트 리마스터' 경기는 12월 4일 결승전이 개최되었는데, 결승전에 올라온 중국 선수 LEGEND 뤄셴과 한국 선수 LARVA인 임홍규 선수가 맞붙는 와중에 임홍규가 평소와 달리 독특한 행동을 취하기 시작하였다. 결승전 1라운드에서 오른손과 왼발을 사용해 승리한 임홍규는 2라운드가 진행되자 급기야 양손을 꼬고 플레이를 하거나, 게임이 진행되는 와중에 1분가량 드러눕는 연출 역시 보여주었다. 경기중에는 이벤트 리그이기는 해도 공식 경기인데 너무 과한 퍼포먼스가 아니었냐는 비판도 있었으나, 경기가 종료된 후 현장의 진행 스태프 및 선수들과 사전에 협의된 이벤트성 퍼포먼스임을 밝혔다. 하지만 Reddit 측에선 공식적으로 임홍규 선수를 '영구 밴'을 하며 사전협의되지 않았다고 주장하였다.
임홍규 선수는 사전협의 되었다고 주장하였으나, 그 협의한 관계자가 누군지는 자신도 모른다고 하여 사실 협의가 없었던 것이 아니냐는 말도 나왔지만 대회 당시 퍼포먼스중이였던 임홍규의 모습을 계속해서 줌인하며 보여주는 등 실제로 "협의된 듯" 중계가 이루어지기도 하였다.

## 수상
- 2010년 11월 60회 스타크래프트 준프로게이머 선발전 입상
- 2012년 12월 제7차 소닉 스타리그 준우승 (1:4 박준오)
- 2013년 4월 아이템베이 8차 소닉 스타리그 8강
- 2014년 2월 픽스 9차 소닉 스타리그 8강
- 2015년 1월 스베누 10차 소닉 스타리그 16강
- 2015년 1월 헝그리앱 스타즈 리그 위드 콩두 16강
- 2015년 3월 템트스 스마트컴배 스타리그 16강
- 2015년 7월 스베누 11차 소닉 스타리그 시즌2 16강
- 2015년 12월 VANT 36.5 대국민 스타리그 16강
- 2016년 12월 ASL Season 2 24강
- 2017년 4월 ASL Season 3 24강
- 2017년 11월 ASL Season 4 4위
- 2017년 11월 2017 WEGL Starcraft REMASTERED 준우승 (0:3 김민철)
- 2018년 4월 ASL Season 5 8강
- 2020년 3월 ASL Season 9 8강 (2:3 김명운)
- 2021년 6월 ASL Season 11 우승 (4:3 변현제)